# GM-94
Der GM-94 (russisch ГМ-94, Гранатомёт магазинный, Granatomjot magasinny) ist ein russischer Hand-Granatwerfer. Er wurde für die Spezialkommandos der Russischen Armee entwickelt und produziert.

## Technik
Der Werfer verfügt über ein dreischüssiges Röhrenmagazin, im Gegensatz zu einer Vorderschaftrepetierflinte wird der Lauf zum Nachladen vor- und zurückbewegt; der Verschluss bleibt starr mit der Waffe verbunden und bewegt sich nicht. Der Lauf ist gezogen und liegt hier unter dem Magazin. Die Waffe verschießt Granatpatronen des Kalibers 43 mm. Sie wiegt 5,8 Kilogramm, funktioniert auch bei Nässe und kann für den amphibischen Kampf eingesetzt werden. Sie wurde für den militärischen Nahkampf entwickelt. Für den Häuserkampf gibt es spezielle Granaten mit geringem Splitterradius, auch Tränengas-Behälter oder Blendgranaten können verschossen werden.

## Einsatz
Der GM-94 wurde während der völkerrechtswidrigen Annexion der Krim durch Russland beobachtet. In der Vergangenheit wurden Waffen dieses Typs bereits in der Ukraine, in Kasachstan und Libyen beobachtet.